# Hombre Chancho
El Hombre Chancho, también conocido como “el hombre con cabeza de chancho”, es una leyenda chilena transmitida de generación en generación en varias comunas rurales o apartadas del centro del país, como Talagante, Cerro Renca y algunos sectores de Valparaíso. Cada una de estas comunidades tiene su propia versión de la leyenda.

## Versiones de la leyenda del Hombre Chancho

### Valparaíso
En los años setenta, comenzó a correr el rumor de un extraño personaje que infundía terror en las calles nocturnas de Valparaíso, Chile. Se decía que durante la noche se escuchaba el inconfundible sonido de un chancho que pasaba junto a las ventanas. Los habitantes comenzaron a comentar que este ser podía sentirse simultáneamente en distintos lugares y horas. Descrito como un hombre con la cabeza de un chancho, se ocultaba en las esquinas de los intrincados laberintos urbanos de Valparaíso. Podía aparecer de manera inesperada en escaleras, calles y callejones. Quienes caminaban solos durante la noche a veces percibían de repente un penetrante olor a azufre y escuchaban tras ellos el sonido agitado y pesado de un cerdo.

### Talagante
A finales de la década de 1930, una familia acomodada de Talagante fue maldecida por un anciano brujo, dictando que todos sus descendientes nacerían con deformidades faciales. Esta familia tuvo tres hijos, todos los cuales presentaron anomalías en sus rostros. Por temor al rechazo social, su padre los mantuvo ocultos en el sótano de su residencia, donde la curiosidad diaria los incitaba a buscar una escapatoria.
El mayor de los hijos logró evadir la reclusión y adoptó la vida de ermitaño, sembrando el terror entre quienes se cruzaban con él. Con el transcurso del tiempo, se perdió su rastro, aunque muchos aseguran que fue visto varias veces en Talagante. 

### Cerro Renca
Un minero llamado Emilio Lazo, arribó a la comuna de Renca con la intención de encontrar oro. Excavó una caverna en el cerro y se estableció allí de manera permanente. Tras su fallecimiento, su hijo, quien nació con deformidades faciales, fue rechazado por la comunidad y encontró refugio en la cueva conocida como “Cueva de Don Emilio”. Este individuo, que mantenía un resentimiento acumulado, salía por las noches para secuestrar lactantes y llevarlos a la cueva, donde los consumía.